# Mannaggia
Mannaggia è una parola che formata dal solo lemma rappresenta un'interiezione o associata ad altri termini (Mannaggia (al)la miseria!, Mannaggia a te! ecc.) che esprime disappunto ed è equivalente a Accidenti!. In senso specifico "mannaggia" assume la caratteristica di imprecazione o di bestemmia quando il termine si accompagna a cose o personaggi sacri.

## Etimologia
Sussistono due ipotesi più diffuse sull'origine del termine: la prima è quella per cui  "mannaggia" sta per: mal(e) n(e) aggia (equivalente in dialetto meridionale di "abbia"); la seconda sostiene che il lemma deriva da malannaggia, esclamazione anch’essa in uso nel meridione italiano, originata da mal anno, anno cattivo e aggia, abbia; quindi letteralmente significherebbe abbia un malanno.
La prima ipotesi è apparentemente supportata dagli sceneggiatori de L'Armata Brancaleone, dove il protagonista, interpretato da Vittorio Gassman, percuote con un pugno il suo cavallo Aquilante esclamando «Cammina, la male n'aggia a te!»
Il linguista Massimo Pittau avanza una terza ipotesi sull'etimologia del termine molto diversa da quelle più frequenti, che egli respinge classificandole come paretimologie o "etimologie popolari" di scarsa attendibilità. Rifacendosi al dialetto calabrese e siciliano, dove si ritrova mannaja anziché mannaggia, egli ipotizza che il termine avrebbe a che fare con la grande scure usata dal boia per la decapitazione dei condannati a morte: la manuaria, o «scure alla mano». Quindi quando si dice "mannaja a te" ci si augura che l'interlocutore sia condannato alla decapitazione.
Analizzando il termine manuaria si può poi ragionevolmente supporre che il significato specifico fosse quello di "scure che taglia la mano": una condanna questa tipica della legge del taglione com'era ad esempio nella legge VIII delle XII Tavole degli antichi romani. Del resto l'aggettivo sostantivato latino dextrale, che in origine indicava la "scure per tagliare la mano destra" assumerà in seguito il significato derivato di "scure, ascia".

## Espressioni particolari
- Mannaggia a Bubbà (anche nelle varianti Mannaggia Bubbà[5] e Mannaggia beabà[6]) è una tipica esclamazione popolare napoletana, riferita a Bubbà, un losco personaggio, mitico protagonista della malavita napoletana dell'800 implicato in traffici illegali di ogni genere. Mannaggia a Bubbà era allora un modo sbrigativo di dare la colpa di quello che era malamente accaduto a Bubbà come se si fosse certi che il delinquente vi fosse implicato.[7][8][9] L'espressione appare anche nel brano La Scarognata, contenuta nell'album Pompa, degli Squallor.
- Mannaggia alla pupazza espressione romana riferita a un dolce prodotto a Frascati rappresentante una donna procace, una balia con tre seni, due per il latte e uno per il vino per acquietare i neonati.[10]